# Заречье (Черновицкая область)
Заречье (укр. Заріччя) — село в Берегометской поселковой общине Вижницкого района Черновицкой области Украины.
Население по переписи 2001 года составляло 720 человек. Почтовый индекс — 59233. Телефонный код — 3730. Код КОАТУУ — 7320555301.

## История
В 1946 годы Указом ПВС УССР хутор За Сиретом переименован в Заречье.